# Erophaca baetica
El garbancillo (Erophaca baetica = Astragalus lusitanicus) es una hierba de la familia de las leguminosas.

## Descripción
Hierba vivaz. Tallos gruesos y erectos de 30-70 cm de altura. Hojas divididas en una hojuela terminal y 8-10 pares laterales; hojuelas oblongo-lanceoladas o elípticas, cubiertas de pelos sedosos en el envés. Flores amariposadas en racimos axilares pedunculados; cáliz acampanado, dentado, de 10-15 mm; corola blanca con el estandarte (pétalo superior) de hasta 3,5 cm de longitud. Fruto en legumbre oblonga, algo inflada, verde cuando joven y pardo-rojiza a negruzca en la madurez, de puberulenta a tomentosa, de 6-7 cm de longitud. Florece en primavera. 

## Hábitat
Es una planta típica de encinares y alcornocales, en altitudes desde 300 a 1.500 m s. n. m.

## Distribución
En dos regiones separadas; en el noroeste de África y península ibérica, por un lado, y desde el Peloponeso hasta el sudoeste de Asia, por otro.

## Observaciones

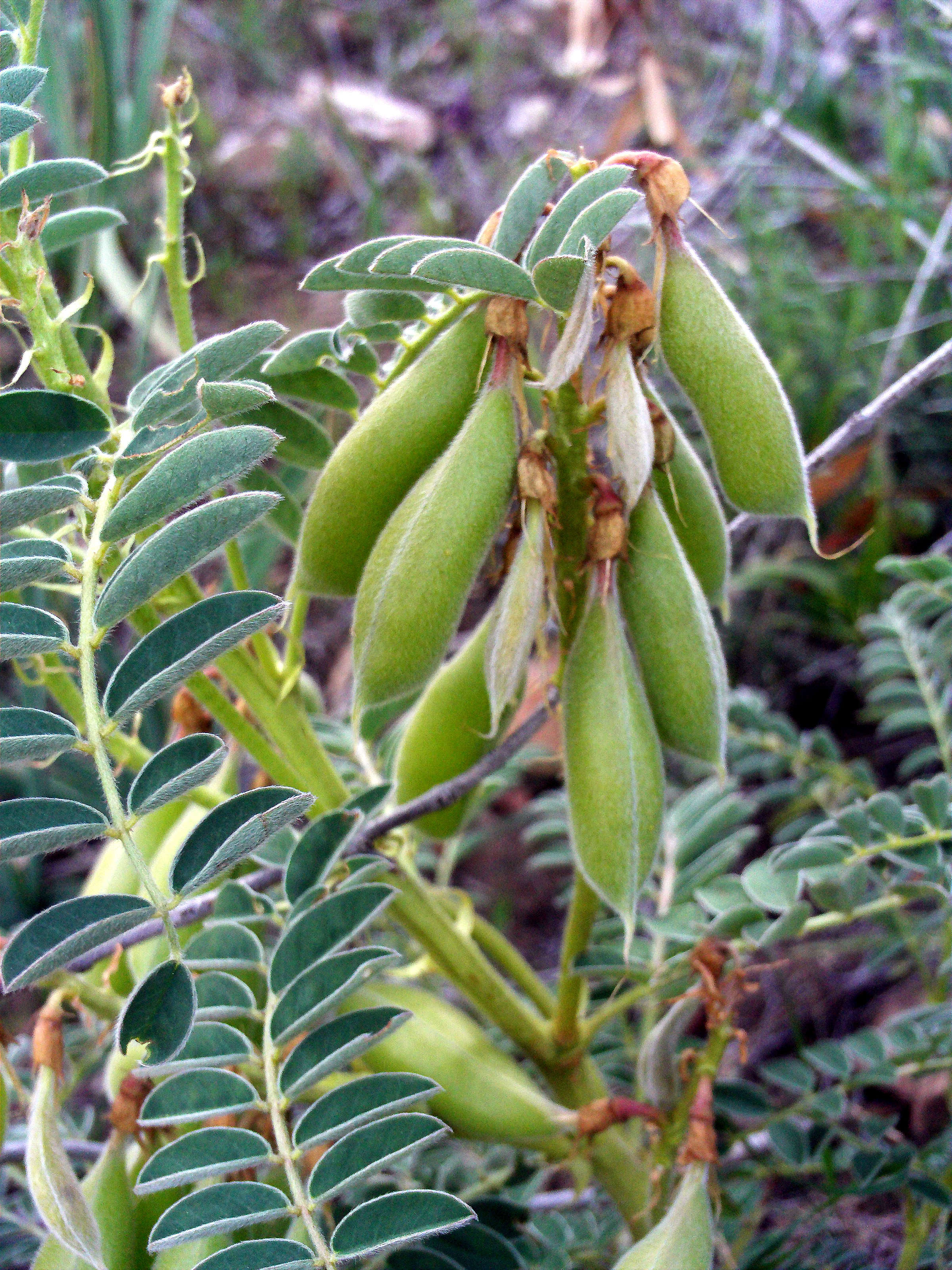
Fruto de los garbancillos.

Su nombre vulgar le viene del parecido de sus legumbres con las de la planta que produce los garbanzos. Otra de las denominaciones populares de los garbancillos (habas del diablo) hace alusión a la toxicidad de la misma,  que no afecta solo al hombre, sino que es capaz de envenenar también al ganado; por ello es planta despreciada por los rebaños de cabras que pastan en las laderas.

## Taxonomía
Con el nombre Astragalus lusitanicus esta planta fue descrita por  Jean-Baptiste Lamarck y publicado en Encyclopédie Méthodique, Botanique 1(1): 312. 1783.
Etimología
Astragalus: nombre genérico derivado del griego clásico άστράγαλος y luego del Latín astrăgălus aplicado ya en la antigüedad, entre otras cosas, a algunas plantas de la familia Fabaceae, debido a la forma cúbica de sus semillas parecidas a un hueso del pie.
lusitanicus: epíteto geográfico que alude a su localización en Lusitania.
sinonimia
Nombres aceptados en Flora Ibérica
- Erophaca baetica (L.) Boiss., Voy. Bot. Espagne 2: 177 (1840)
- Erophaca baetica subsp. baetica (L.) Boiss., Voy. Bot. Espagne 2: 177 (1840)

Sinónimos:
- Astragalus dorycnioides Scop., Delic. Insubr. 2: 104 (1786)
- Astragalus lusitanicus Lam., Encycl. 1: 312 (1783)
- Colutea baetica (L.) Poir. in Lam., Encycl. Suppl. 1: 561 (1810)
- Phaca baetica L., Sp. Pl. 755 (1753)